# Parma (New York)
Parma ist eine US-amerikanische Town im Monroe County des Bundesstaats New York. Das U.S. Census Bureau hat bei der Volkszählung 2020 eine Einwohnerzahl von 16.217 ermittelt. Parma ist ein Vorort der Stadt Rochester.

## Geografie
Parma grenzt im Norden an das Südufer des Ontariosees, im Westen an die Towns Hamlin, Clarkson und Sweden, im Süden an die Town Ogden und im Osten an die Town Greece.

## Geschichte
Die Town Parma, damals im Genesee County, wurde 1808 gegründet und nach Parma in Italien benannt.

## Demografie
Nach der Volkszählung von 2010 leben in Parma 15.633 Menschen. Die Bevölkerung teilt sich 2017 auf in 95,2 % nicht-hispanische Weiße, 1,1 % Afroamerikaner, 0,1 % amerikanische Ureinwohner, 0,5 % Asiaten, 0,1 % Sonstige und 0,9 % mit zwei oder mehr Ethnizitäten. Hispanics oder Latinos machten 2,0 % der Bevölkerung aus. Das mittlere Haushaltseinkommen lag bei 68.201 US-Dollar und die Armutsquote bei 4,7 %.

## Söhne und Töchter
- John Harris Baker (1832–1915), Jurist und Politiker